# Tour de France 2013 – 1. etap
1. etap kolarskiego wyścigu Tour de France 2013 odbył się 29 czerwca. Start etapu miał miejsce w miejscowości Porto-Vecchio, zaś meta w Bastii. Etap liczył 213 kilometrów.
Zwycięzcą etapu został kolarz Marcel Kittel. Drugie miejsce zajął Alexander Kristoff, a trzecie Danny van Poppel.

## Premie
| Rodzaj | Rodzaj           | Miejscowość / Miejsce | Kilometry (od startu) | Kilometry (do mety) |
| ------ | ---------------- | --------------------- | --------------------- | ------------------- |
|        | Górska (IV kat.) | Côte de Sotta         | 45,5                  | 167,5               |
|        | Lotna            | San-Giuliano          | 150,0                 | 63,0                |

### Wyniki na premiach
| Górska – Côte de Sotta | Górska – Côte de Sotta | Górska – Côte de Sotta | Górska – Côte de Sotta | Górska – Côte de Sotta |
| Msc.                   | Zawodnik               | Zespół                 | Punkty                 |                        |
| ---------------------- | ---------------------- | ---------------------- | ---------------------- | ---------------------- |
| 1.                     | Juan José Lobato       | EUS                    | 1                      |                        |

| Lotna – San-Giuliano | Lotna – San-Giuliano         | Lotna – San-Giuliano | Lotna – San-Giuliano | Lotna – San-Giuliano |
| Msc.                 | Zawodnik                     | Zespół               | Punkty               |                      |
| -------------------- | ---------------------------- | -------------------- | -------------------- | -------------------- |
| 1.                   | Lars Boom                    | BEL                  | 20                   |                      |
| 2.                   | Juan Antonio Flecha Giannoni | VCD                  | 17                   |                      |
| 3.                   | Cyril Lemoine                | SOJ                  | 15                   |                      |
| 4.                   | Jérôme Cousin                | EUC                  | 13                   |                      |
| 5.                   | Juan José Lobato             | EUS                  | 11                   |                      |
| 6.                   | André Greipel                | LTB                  | 10                   |                      |
| 7.                   | Mark Cavendish               | OPQ                  | 9                    |                      |
| 8.                   | Peter Sagan                  | CAN                  | 8                    |                      |
| 9.                   | Kris Boeckmans               | VCD                  | 7                    |                      |
| 10.                  | Matthew Harley Goss          | OGE                  | 6                    |                      |
| 11.                  | Nacer Bouhanni               | FDJ                  | 5                    |                      |
| 12.                  | Fabio Sabatini               | CAN                  | 4                    |                      |
| 13.                  | Gert Steegmans               | OPQ                  | 3                    |                      |
| 14.                  | Sylvain Chavanel             | OPQ                  | 2                    |                      |
| 15.                  | Jonathan Hivert              | SOJ                  | 1                    |                      |

## Wyniki etapu
| Msc. | Zawodnik                     | Państwo           | Zespół                  | Czas       | Punkty |
| ---- | ---------------------------- | ----------------- | ----------------------- | ---------- | ------ |
| 1.   | Marcel Kittel                | Niemcy            | Team Argos-Shimano      | 4h 56' 52" | 45     |
| 2.   | Alexander Kristoff           | Norwegia          | Katusha Team            | + 0"       | 35     |
| 3.   | Danny van Poppel             | Holandia          | Vacansoleil-DCM         | + 0"       | 30     |
| 4.   | David Millar                 | Wielka Brytania   | Garmin-Sharp            | + 0"       | 26     |
| 5.   | Matteo Trentin               | Włochy            | Omega Pharma-Quick Step | + 0"       | 22     |
| 6.   | Samuel Dumoulin              | Francja           | Ag2r-La Mondiale        | + 0"       | 20     |
| 7.   | Greg Henderson               | Nowa Zelandia     | Lotto-Belisol           | + 0"       | 18     |
| 8.   | Jürgen Roelandts             | Belgia            | Lotto-Belisol           | + 0"       | 16     |
| 9.   | José Joaquín Rojas Gil       | Hiszpania         | Movistar Team           | + 0"       | 14     |
| 10.  | Kris Boeckmans               | Belgia            | Vacansoleil-DCM         | + 0"       | 12     |
| 11.  | Daryl Impey                  | Południowa Afryka | Orica GreenEDGE         | + 0"       | 10     |
| 12.  | Sep Vanmarcke                | Belgia            | Belkin Pro Cycling      | + 0"       | 8      |
| 13.  | Julien Simon                 | Francja           | Sojasun                 | + 0"       | 6      |
| 14.  | Nicolas Roche                | Irlandia          | Team Saxo-Tinkoff       | + 0"       | 4      |
| 15.  | Simon Gerrans                | Australia         | Orica GreenEDGE         | + 0"       | 2      |
| 16.  | Andriej Kaszeczkin           | Kazachstan        | Astana Pro Team         | + 0"       | —      |
| 17.  | José Iván Gutiérrez Palacios | Hiszpania         | Movistar Team           | + 0"       | —      |
| 18.  | Rubén Pérez Moreno           | Hiszpania         | Euskaltel-Euskadi       | + 0"       | —      |
| 19.  | Michael Albasini             | Szwajcaria        | Orica GreenEDGE         | + 0"       | —      |
| 20.  | Maarten Wynants              | Belgia            | Belkin Pro Cycling      | + 0"       | —      |
| 21.  | Jonathan Hivert              | Francja           | Sojasun                 | + 0"       | —      |
| 22.  | Jean-Christophe Péraud       | Francja           | Ag2r-La Mondiale        | + 0"       | —      |
| 23.  | Cadel Evans                  | Australia         | BMC Racing Team         | + 0"       | —      |
| 24.  | Edvald Boasson Hagen         | Norwegia          | Sky Procycling          | + 0"       | —      |
| 25.  | Christophe Riblon            | Francja           | Ag2r-La Mondiale        | + 0"       | —      |
| 26.  | Roman Kreuziger              | Czechy            | Team Saxo-Tinkoff       | + 0"       | —      |
| 27.  | Sergey Lagutin               | Uzbekistan        | Vacansoleil-DCM         | + 0"       | —      |
| 28.  | Michael Schär                | Szwajcaria        | BMC Racing Team         | + 0"       | —      |
| 29.  | Michał Kwiatkowski           | Polska            | Omega Pharma-Quick Step | + 0"       | —      |
| 30.  | Romain Bardet                | Francja           | Ag2r-La Mondiale        | + 0"       | —      |

## Klasyfikacje po etapie

### Klasyfikacja generalna
| Msc. | Zawodnik                     | Państwo           | Zespół                  | Czas       |
| ---- | ---------------------------- | ----------------- | ----------------------- | ---------- |
|      | Marcel Kittel                | Niemcy            | Team Argos-Shimano      | 4h 56' 52" |
| 2.   | Alexander Kristoff           | Norwegia          | Katusha Team            | + 0"       |
| 3.   | Danny van Poppel             | Holandia          | Vacansoleil-DCM         | + 0"       |
| 4.   | David Millar                 | Wielka Brytania   | Garmin-Sharp            | + 0"       |
| 5.   | Matteo Trentin               | Włochy            | Omega Pharma-Quick Step | + 0"       |
| 6.   | Samuel Dumoulin              | Francja           | Ag2r-La Mondiale        | + 0"       |
| 7.   | Greg Henderson               | Nowa Zelandia     | Lotto-Belisol           | + 0"       |
| 8.   | Jürgen Roelandts             | Belgia            | Lotto-Belisol           | + 0"       |
| 9.   | José Joaquín Rojas Gil       | Hiszpania         | Movistar Team           | + 0"       |
| 10.  | Kris Boeckmans               | Belgia            | Vacansoleil-DCM         | + 0"       |
| 11.  | Daryl Impey                  | Południowa Afryka | Orica GreenEDGE         | + 0"       |
| 12.  | Sep Vanmarcke                | Belgia            | Belkin Pro Cycling      | + 0"       |
| 13.  | Julien Simon                 | Francja           | Sojasun                 | + 0"       |
| 14.  | Nicolas Roche                | Irlandia          | Team Saxo-Tinkoff       | + 0"       |
| 15.  | Simon Gerrans                | Australia         | Orica GreenEDGE         | + 0"       |
| 16.  | Andriej Kaszeczkin           | Kazachstan        | Astana Pro Team         | + 0"       |
| 17.  | José Iván Gutiérrez Palacios | Hiszpania         | Movistar Team           | + 0"       |
| 18.  | Rubén Pérez Moreno           | Hiszpania         | Euskaltel-Euskadi       | + 0"       |
| 19.  | Michael Albasini             | Szwajcaria        | Orica GreenEDGE         | + 0"       |
| 20.  | Maarten Wynants              | Belgia            | Belkin Pro Cycling      | + 0"       |

### Klasyfikacja punktowa
| Msc. | Zawodnik                     | Państwo         | Zespół                  | Punkty |
| ---- | ---------------------------- | --------------- | ----------------------- | ------ |
|      | Marcel Kittel                | Niemcy          | Team Argos-Shimano      | 45     |
| 2.   | Alexander Kristoff           | Norwegia        | Katusha Team            | 35     |
| 3.   | Danny van Poppel             | Holandia        | Vacansoleil-DCM         | 30     |
| 4.   | David Millar                 | Wielka Brytania | Garmin-Sharp            | 26     |
| 5.   | Matteo Trentin               | Włochy          | Omega Pharma-Quick Step | 22     |
| 6.   | Lars Boom                    | Holandia        | Belkin Pro Cycling      | 20     |
| 7.   | Samuel Dumoulin              | Francja         | Ag2r-La Mondiale        | 20     |
| 8.   | Kris Boeckmans               | Belgia          | Vacansoleil-DCM         | 19     |
| 9.   | Greg Henderson               | Nowa Zelandia   | Lotto-Belisol           | 18     |
| 10.  | Juan Antonio Flecha Giannoni | Hiszpania       | Vacansoleil-DCM         | 17     |
| 11.  | Jürgen Roelandts             | Belgia          | Lotto-Belisol           | 16     |
| 12.  | Cyril Lemoine                | Francja         | Sojasun                 | 15     |
| 13.  | José Joaquín Rojas Gil       | Hiszpania       | Movistar Team           | 14     |
| 14.  | Jérôme Cousin                | Francja         | Team Europcar           | 13     |
| 15.  | Juan José Lobato             | Hiszpania       | Euskaltel-Euskadi       | 11     |

### Klasyfikacja górska
| Msc. | Zawodnik         | Państwo   | Zespół            | Punkty |
| ---- | ---------------- | --------- | ----------------- | ------ |
|      | Juan José Lobato | Hiszpania | Euskaltel-Euskadi | 1      |

### Klasyfikacja młodzieżowa
| Msc. | Zawodnik               | Państwo         | Zespół                     | Czas       |
| ---- | ---------------------- | --------------- | -------------------------- | ---------- |
|      | Marcel Kittel          | Niemcy          | Team Argos-Shimano         | 4h 56' 52" |
| 2.   | Danny van Poppel       | Holandia        | Vacansoleil-DCM            | + 0"       |
| 3.   | Matteo Trentin         | Włochy          | Omega Pharma-Quick Step    | + 0"       |
| 4.   | Sep Vanmarcke          | Belgia          | Belkin Pro Cycling         | + 0"       |
| 5.   | Michał Kwiatkowski     | Polska          | Omega Pharma-Quick Step    | + 0"       |
| 6.   | Romain Bardet          | Francja         | Ag2r-La Mondiale           | + 0"       |
| 7.   | Nairo Quintana         | Kolumbia        | Movistar Team              | + 0"       |
| 8.   | Boy van Poppel         | Holandia        | Vacansoleil-DCM            | + 0"       |
| 9.   | Tom Dumoulin           | Holandia        | Team Argos-Shimano         | + 0"       |
| 10.  | Romain Sicard          | Francja         | Euskaltel-Euskadi          | + 0"       |
| 11.  | Thibaut Pinot          | Francja         | FDJ.fr                     | + 0"       |
| 12.  | Peter Kennaugh         | Wielka Brytania | Sky Procycling             | + 0"       |
| 13.  | Rudy Molard            | Francja         | Cofidis, Solutions Crédits | + 0"       |
| 14.  | Jon Izaguirre Insausti | Hiszpania       | Euskaltel-Euskadi          | + 0"       |
| 15.  | Alexis Vuillermoz      | Francja         | Sojasun                    | + 0"       |

### Klasyfikacja drużynowa
| Msc. | Zespół                  | Państwo         | Czas        |
| ---- | ----------------------- | --------------- | ----------- |
|      | Vacansoleil-DCM         | Holandia        | 14h 50' 36" |
| 2.   | Orica GreenEDGE         | Australia       | + 0"        |
| 3.   | Lotto-Belisol           | Belgia          | + 0"        |
| 4.   | Ag2r-La Mondiale        | Francja         | + 0"        |
| 5.   | Movistar Team           | Hiszpania       | + 0"        |
| 6.   | Omega Pharma-Quick Step | Belgia          | + 0"        |
| 7.   | Katusha Team            | Rosja           | + 0"        |
| 8.   | Sojasun                 | Francja         | + 0"        |
| 9.   | Team Argos-Shimano      | Holandia        | + 0"        |
| 10.  | Sky Procycling          | Wielka Brytania | + 0"        |